# Nanì
Nanì è un brano di Pierdavide Carone e Lucio Dalla, con cui hanno partecipato al Festival di Sanremo 2012. Il singolo, disponibile dal 15 febbraio, è incluso in Nanì e altri racconti ed è stato scritto dallo stesso Carone insieme a Dalla, alla sua ultima apparizione nella kermesse ligure. 

## Il brano
Il brano è stato presentato in gara al Festival di Sanremo 2012, eseguito da Carone sotto la direzione di Lucio Dalla ed interpretato, durante la serata dedicata ai duetti, insieme a Gianluca Grignani. Nanì era in concorso nella categoria Artisti. Pur rientrando tra le dieci finaliste della serata conclusiva del 18 febbraio, la canzone non è riuscita a conquistare il podio, classificandosi al quinto posto.
Riguardo alla canzone Pierdavide Carone ha dichiarato:
Il brano Nanì è inserito nella compilation Super Sanremo 2012.

## Tracce
1. Nanì – 3:23 (testo: Pierdavide Carone – musica: Lucio Dalla)

## Classifiche
| Classifica (2012) | Posizione massima |
| ----------------- | ----------------- |
| Italia            | 11                |